# Dorcadion heldreichii
Dorcadion heldreichii är en skalbaggsart som beskrevs av Ernst Gustav Kraatz 1873. Dorcadion heldreichii ingår i släktet Dorcadion och familjen långhorningar. Inga underarter finns listade i Catalogue of Life.